# Ali Kamil
Ali Kamil (arab. علي كامل, ur. w Aleksandrii) – egipski zapaśnik, uczestnik Igrzysk Olimpijskich 1928.
Zawodnik wystąpił na Igrzyskach Olimpijskich w Amsterdamie w 1928 roku w konkurencji wagi piórkowej w stylu klasycznym na zawodach zapaśniczych. Przegrał dwie z trzech stoczonych walk i został sklasyfikowany na 9. pozycji.